# Cameraria wislizeniella
Cameraria wislizeniella là một loài bướm đêm thuộc họ Gracillariidae. Nó được tìm thấy ở Hoa Kỳ (California).
Chiều dài cánh trước là 2.4-4.7 mm.
Ấu trùng ăn Quercus agrifolia, Quercus wislizeni và Quercus wislizeni var. frutescens. Chúng ăn lá nơi chúng làm tổ.